# Conversation des Trois Hiérarques
Pour les articles homonymes, voir Trois Hiérarques (homonymie).
La Conversation des Trois Hiérarques  est une somme de textes en vieux russe composés de questions et de réponses énoncées au nom de trois saints de l'Église orthodoxe, Basile le Grand, Grégoire le Théologien et Jean Chrysostome. Divers ouvrages sont connus sous ce titre dans la tradition manuscrite : un dialogue de Grégoire le Théologien et Basile, à caractère strictement dogmatique, l'Organisation des paroles de Basile et Grégoire le Théologien et la Conversation des Trois Hiérarques proprement dite, dont les plus anciennes copies russes remontent au XVe siècle.
Dès le XIVe siècle, la Conversation commence à figurer dans l'index des livres rejetés (ru). Elle est placée dans la liste des « fausses écritures » qui ne sont « pas dignes d'être conservées » précisant : « Sur Basile de Césarée, Jean Chrysostome et Grégoire le Théologien, les questions et les réponses sur tout sont toutes fausses ». La Conversation est attribuée à l'hérésiarque bogomile Jérémie, dont les collections d'œuvres sont déjà connues aux XIIIe et XIVe siècles.

## Extraits
Selon la Conversation des Trois Hiérarques, « la Terre flotte au-dessus de la grande mer et repose sur trois grandes baleines et trente petites ; ces dernières ouvrent trente fenêtres marines ; les baleines mangent un dixième du parfum céleste et à partir de cela elles sont rassasiées ».